# Maximilian Walch (Musikproduzent)
Maximilian Walch (* 5. Mai 1994) ist ein österreichischer Multiinstrumentalist, Tonmeister und Musikproduzent.

## Projekte

### Production (Auswahl)
- 2018: Left Boy – Bitte Brich Mein Herz Nicht Baby (Single) [Singlecharts: AT 23 / DE - / CH -][1]
- 2019: 5K HD – High Performer (Album)[1]
- 2019: Left Boy – Sex Party (EP)[1][2]
- 2020: Left Boy – Stay at Home to Save the World (Single)
- 2020: Lou Asril – louasril (EP)

### Mixing (Auswahl)
- 2017: 5K HD – And To In A (Album)[1]
- 2019: 5K HD – High Performer (Album)
- 2019: Bilderbuch – Vernissage My Heart (Album) [Albumcharts: AT 1 / DE 11 / CH 59]
- 2019: Bilderbuch – Mea Culpa (Album) [Albumcharts: AT 2 / DE 17 / CH -][3][1]
- 2019: LYLIT – Inward Outward (Album)
- 2019: Left Boy – Sex Party (EP)[1]
- 2020: Lou Asril – louasril (EP)

## Auszeichnungen
- 2019: Amadeus Austrian Music Award für den Mix von “Mea Culpa” von Bilderbuch  in der Kategorie “Best Sound” (Tonstudiopreis) – Recording & Künstlerische Produktion: Marco Kleebauer; Mastering: Sascha Bühren[4][5][6][7][1]
- 2020: Amadeus Austrian Music Award für die Künstlerische Produktion & Mix von “High Performer” von 5KHD in der Kategorie “Best Sound” (Tonstudiopreis) – Mastering: Nikodem Milewski[8]

### Nominierungen
- 2018: Amadeus Austrian Music Award für den Mix von „And To In A“ 5K HD in der Kategorie “Best Sound” (Tonstudiopreis) – [Recording: Evan Sutton, Manu Mayr, Markus Wallner; Mix: Maximilian Walch[9], Martin Siewert, Sixtus Preiss, Manu Mayr; Mastering: Martin Scheer; Künstlerische Produktion: 5K HD]
- 2020: Amadeus Austrian Music Award für den Mix von “Vernissage My Heart” von Bilderbuch  in der Kategorie “Best Sound” (Tonstudiopreis) – Recording & Künstlerische Produktion: Marco Kleebauer; Mastering: Sascha Bühren[8]
- 2020: Amadeus Austrian Music Award für den Mix von “Inward Outward” von Lylit  in der Kategorie “Best Sound” (Tonstudiopreis) – [Künstlerische Produktion: Andreas Lettner; Mastering: Patrick Kummeneker][10][8]
- 2020: Impala – Independent Music Companies Association “European Album Of The Year 2019”: “High Performer” von 5KHD (Künstlerische Produktion & Mix: Maximilian Walch; Mastering: Nikodem Milewski)[11][8]